# Paradoxe d'Épicure
 (décembre 2023).

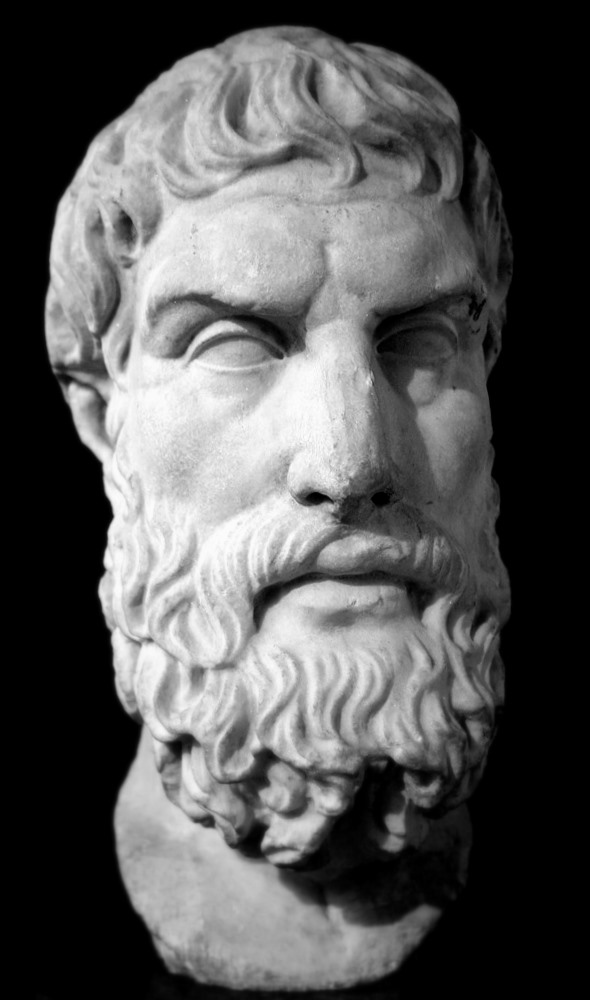
Buste d'Épicure, v. IIIe siècle

Le paradoxe d'Épicure est un dilemme logique sur le problème du mal attribué au philosophe grec Épicure qui argumente contre l'existence d'un dieu à la fois omniscient, omnipotent et bienveillant.

## Le paradoxe
La logique du paradoxe proposée par Épicure prend trois caractéristiques du dieu, la toute-puissance, l'omniscience et l'omnibienveillance qui, si elles étaient vraies par paires, en excluraient une troisième. Autrement dit, si deux d’entre elles sont vraies, elles excluent automatiquement l’autre. C'est donc un trilemme. Ceci est pertinent car, s’il est illogique qu’une de ces caractéristiques soit vraie, alors il ne peut pas exister un dieu possédant les trois.
- Bien qu'omniscient et omnipotent, il connaît tous les maux et a le pouvoir d'y mettre fin. Mais il ne le fait pas. Ce n’est donc pas omnibienveillant.
- En tant que tout-puissant et omnibienveillant, il a le pouvoir d’éteindre le mal et il veut le faire parce qu’il est bon. Mais il ne le fait pas, parce qu’il ne sait pas à quel point le mal existe et où se trouve le mal. Il n'est donc pas omniscient.
- Bien qu'omniscient et omnibienveillant, il connaît tout le mal qui existe et veut le changer. Mais il ne le fait pas, parce qu’il n’en est pas capable. Il n'est donc pas tout-puissant.

## Dieu dans l'épicurisme
Epicure n'était pas athée, il rejetait simplement l'idée d'un dieu concerné par les affaires humaines. Le maître et les adeptes de l’épicurisme niaient l’idée selon laquelle Dieu n’existait pas. Alors que la conception du dieu suprême, heureux et béni était la plus populaire, Épicure rejetait une telle notion car il considérait que c'était un fardeau trop lourd de devoir se soucier de tous les problèmes du monde. Pour cette raison, les dieux n’auraient aucune affection particulière pour les êtres humains, ils ne connaîtraient même pas leur existence, servant uniquement d’idéaux moraux dont l’humanité pourrait tenter de se rapprocher. C'est précisément en observant le problème du mal, c'est-à-dire la présence de la souffrance sur terre, qu'Épicure arriva à la conclusion que les dieux ne pouvaient pas se soucier du bien-être de l'humanité.

## Attribution et variantes

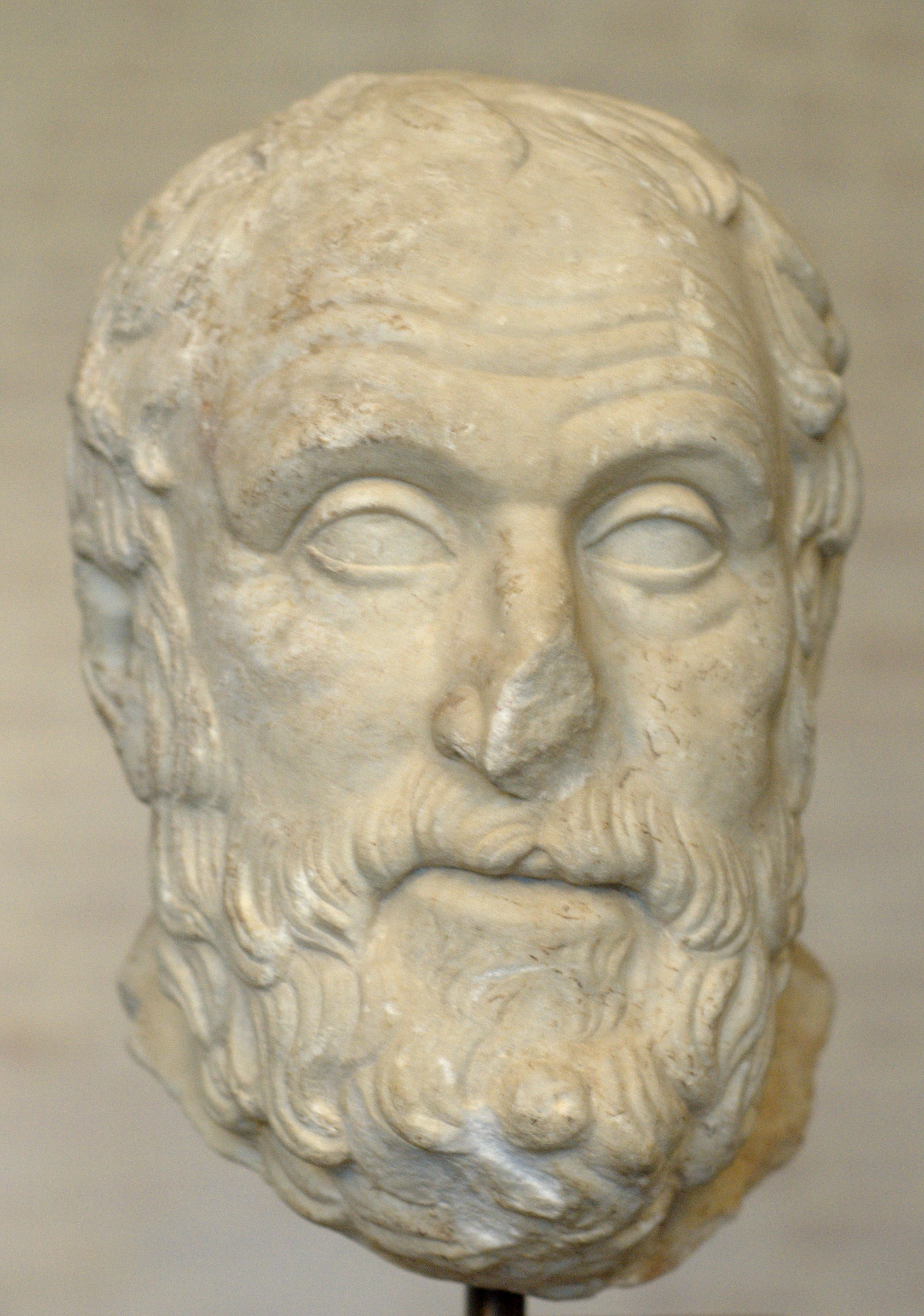
Carnéade pourrait être le véritable auteur du paradoxe attribué à Épicure.

Il n'y a aucun texte d'Épicure qui confirme sa paternité de l'argument. Par conséquent, bien qu'il ait été populaire auprès de l'école sceptique de la philosophie grecque, il est possible que le paradoxe d'Épicure lui ait été attribué à tort par Lactance qui, de son point de vue chrétien, tout en attaquant le problème proposé par le grec, l'aurait considéré comme un athée.. Il y a une suggestion qu'il s'agissait en fait de l'œuvre d'un philosophe sceptique qui a précédé Épicure, peut-être Carnéade. Selon l'érudit allemand Reinhold F. Glei, il est clair que l'argument de la théodicée provient d'une source académique non épicurienne, mais peut-être même anti-épicurienne. La version la plus ancienne conservée de ce trilemme apparaît dans les écrits du sceptique Sextus Empiricus.
Charles Bray, dans son livre La Philosophie de la Nécessité de 1863, cite Épicure sans citer sa source comme l'auteur de l'extrait suivant :
« Would God be willing to prevent evil but unable? Therefore he is not omnipotent. Would he be capable, but without desire? So he is malevolent. Would he be both capable and willing? So why is there evil? »
NA Nicholson, dans ses Philosophical Papers de 1864, attribue « les fameuses enquêtes » à Épicure, en utilisant des mots précédemment formulés par Hume. La phrase de Hume apparaît dans le dixième livre de ses célèbres Dialogues concernant la religion naturelle, publiés à titre posthume en 1779. Le personnage de Philon commence son discours en disant "les anciennes questions d'Épicure restent sans réponse". La citation de Hume vient de l'influent Dictionnaire Historique et Critique de Pierre Bayle, qui cite Lactance attribuant les questions à Épicure. Cette attribution apparaît au chapitre 13 du "De Ira Dei" de Lactance, qui ne fournit aucune source.
« [God's] power is infinite: whatever he desires is executed. But neither man nor any other animal is happy. Therefore he does not want your happiness. His wisdom is infinite: he never errs in choosing the means to any end: but the course of nature tends to be contrary to any human or animal happiness: therefore it is not established for such a purpose. Throughout the entire history of human knowledge, there are no more certain and infallible inferences than these. In what point, therefore, do your benevolence and mercy remind you of the benevolence and mercy of men? »